# New Norfolk
New Norfolk ist eine Stadt am Derwent River im Südosten Tasmaniens in Australien. Sie liegt 35 km nordwestlich von Hobart am Lyell Highway.

## Geschichte
Die Pioniere, die die Stadt besiedelten, kamen 1808 von der Norfolkinsel. Sie bearbeiteten das landwirtschaftlich ertragsreiche Gebiet um diese Stadt und ab 1860 pflanzten Hopfen an, der bald in einer beachtlichen Menge geerntet werden konnte.
Die erste Straße, die Hobart mit New Norfolk verband, wurde 1818 gebaut. Die erste Eisenbahn erreichte die Stadt im Jahre 1887. 1827 wurde das New Norfolk Insane Asylum errichtet, das spätere Royal Derwent Hospital, das für die nächsten 173 Jahre die größte Institution für geistig Behinderte in Tasmanien war. Für einige Jahre nach 1848 war New Norfolk das Exil des Führers der irischen Nation Terence MacManus, der sich im Cottage „The Grange“ aufhielt, das heute noch steht. Später verband sich MacManus mit dem irischen Rebellen William Smith O’Brien.
Während der 1940er Jahre wurde eine Mühle zur Herstellung von Zeitungspapier bei Boyer errichtet, die die Industrieentwicklung der Region vorantrieb. Die Eisenbahnlinie wurde ab jener Zeit von der Derwent Valley Railway betrieben.

## Persönlichkeiten
- Ossie Nicholson (1906–1965), Radsportler und Rekordfahrer
- Barnard Walford (1768–1828), Graveur und erster Österreicher, der australischen Boden betreten hatte